# 照門派出所
照門派出所，是新竹縣警局新埔分局下的一個派出所，地址是新竹縣新埔鎮照門里照鏡26號，以其建築特色及鄉村風情而聞名。2017年3月28日，以「原新埔照門派出所」的名義公告為新竹縣歷史建築。

## 沿革
1916年（大正5年）9月19日，將大茅埔派出所與汶水坑派出所合併為照門派出所，此乃第二代照門派出所建築，管轄大坪、鹿鳴、打鐵坑、汶水坑、照門五里。 后因白蟻肆虐腐朽崩塌， 故於1938年（昭和14年）12月喬遷至今日現址， 重建第三代照門派出所（即今新埔分局照門派出所）， 由地方民眾寄附約5,000 圓建造而成， 結構乃日式屋架木構造的平房。 終戰後轄區不變，只里名變更為照門、巨埔、鹿鳴、清水、新北五里。

## 圖片

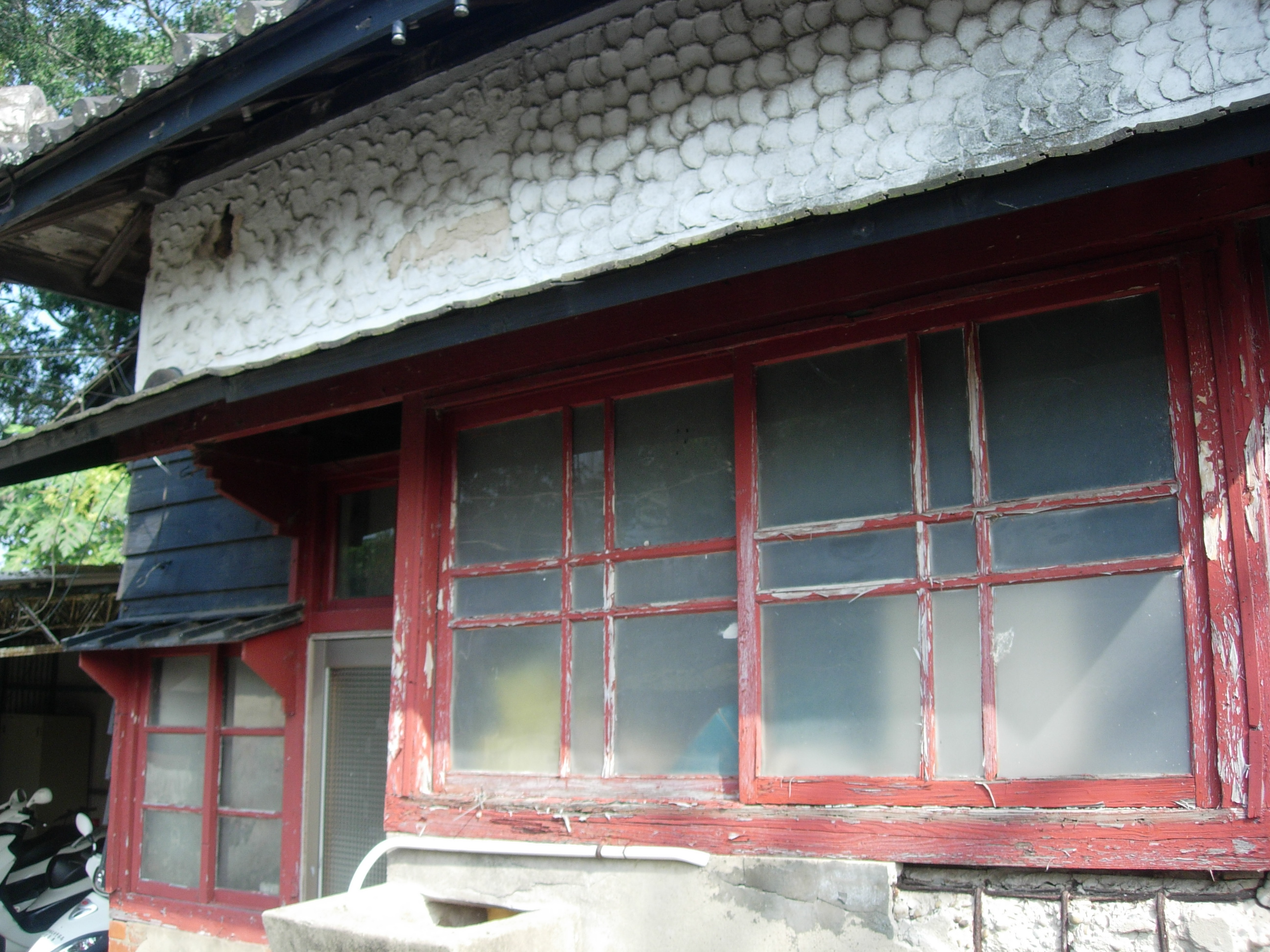
照門派出所木製窗戶
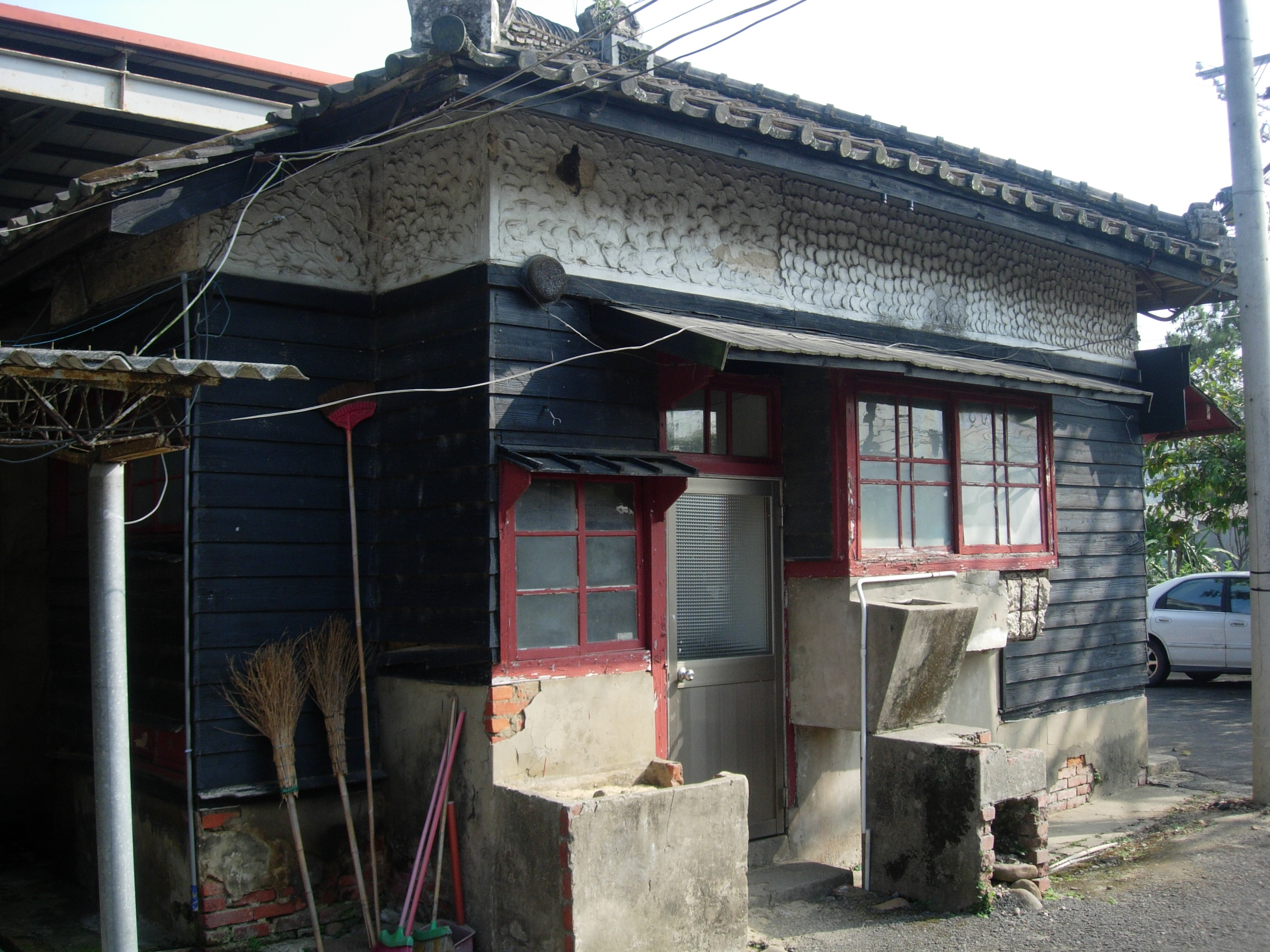
照門派出所屋頂雕花
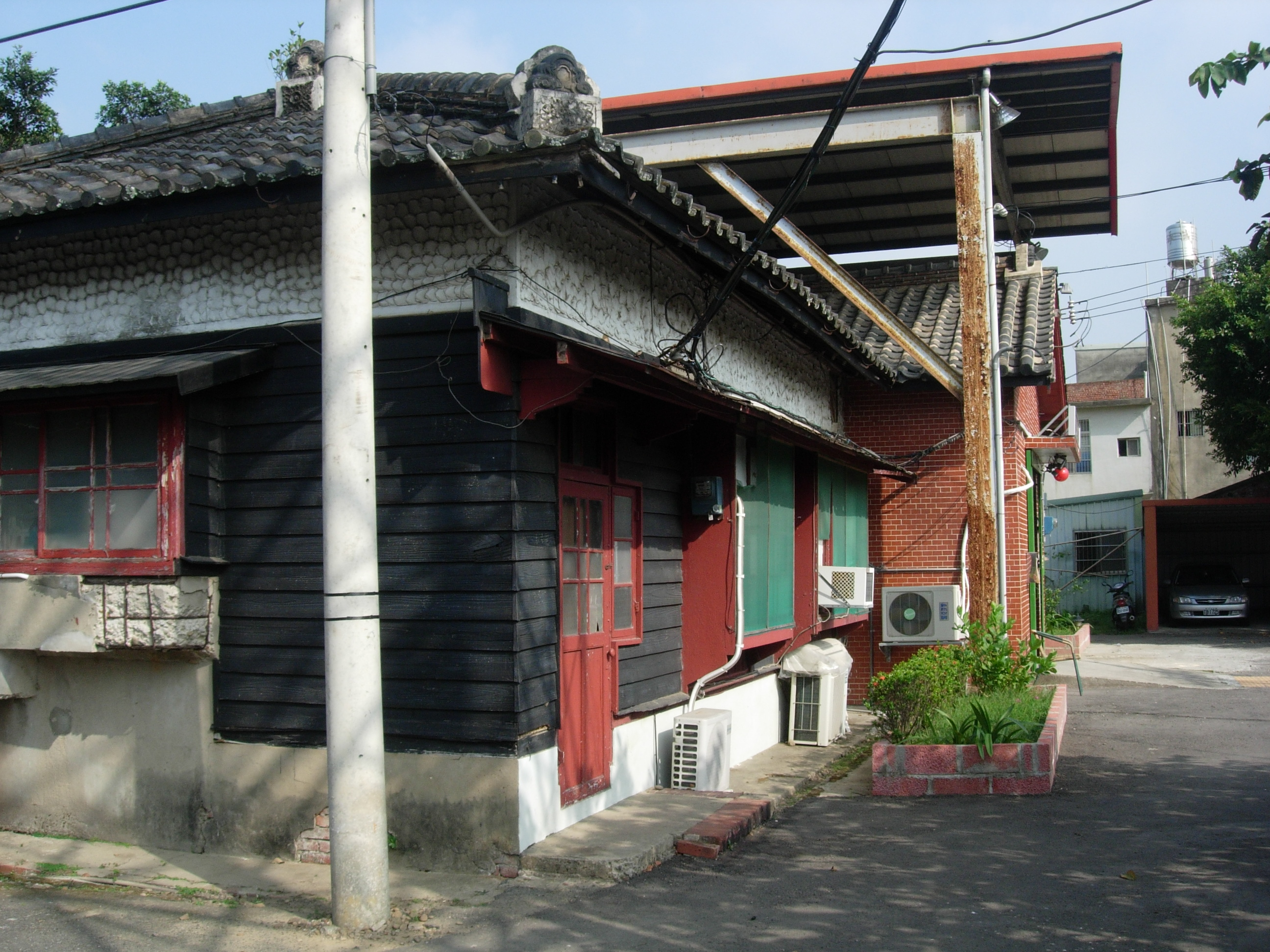
照門派出所側面
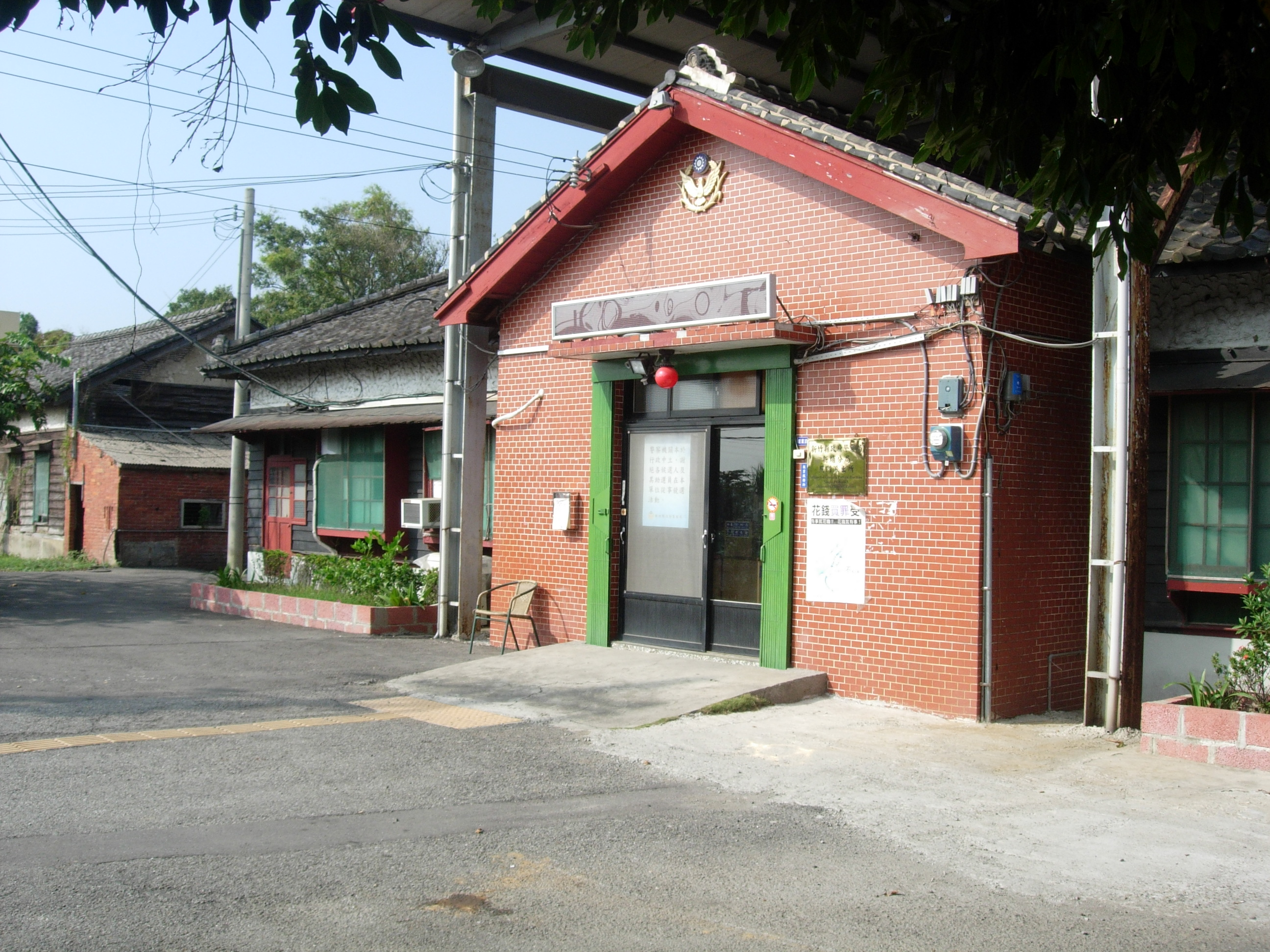
照門派出所正面

## 外部連結
- 新竹縣警局